# Essai sur le principe de population
 (avril 2023).
Si vous disposez d'ouvrages ou d'articles de référence ou si vous connaissez des sites web de qualité traitant du thème abordé ici, merci de compléter l'article en donnant les références utiles à sa vérifiabilité et en les liant à la section « Notes et références ».
Le livre Essai sur le principe de population (titre original An Essay on the Principle of Population) est un ouvrage de Thomas Malthus.

## Histoire
Il est d'abord publié anonymement en 1798 par l'éditeur J. Johnson à Londres.
L'auteur est rapidement identifié[Par qui ?] comme étant le révérend Thomas Robert Malthus. Même si ce n'est pas le premier livre sur la population[réf. nécessaire], il est considéré[Par qui ?] comme étant le plus important de son époque[réf. nécessaire].
Le livre lance le débat sur la taille réelle de la population en Grande-Bretagne et influence[réf. nécessaire] la réalisation du Census Act de 1800, qui effectue un recensement national en Angleterre, au Pays de Galles et en Écosse, à partir de 1801.
En 1803, Malthus publie une deuxième édition[réf. nécessaire], révision importante de la première. 
Sa version finale, la 6e, est publiée en 1826. Elle influence fortement  Charles Darwin et Alfred Russel Wallace dans leur conception de la théorie de la sélection naturelle.[réf. nécessaire]
En 1830, Malthus publie une version courte[réf. nécessaire] sous le nom A Summary View on the Principle of Population, qui inclut des remarques sur les critiques faites à l'ouvrage principal.

## Édition récente
- Thomas Robert Malthus, Essai sur le principe de population, Paris, Flammarion, 1992, 480 p. (ISBN 978-2-08-070708-6)